# Ayía Triás Soúrpis
Ayía Triás Soúrpis (Agia Triada Sourpis) är en ort i Grekland.   Den ligger i prefekturen Nomós Magnisías och regionen Thessalien, i den centrala delen av landet, 140 km nordväst om huvudstaden Aten. Ayía Triás Soúrpis ligger 55 meter över havet och antalet invånare är 222.
Terrängen runt Ayía Triás Soúrpis är huvudsakligen kuperad, men den allra närmaste omgivningen är platt. En vik av havet är nära Ayía Triás Soúrpis åt nordost. Runt Ayía Triás Soúrpis är det glesbefolkat, med 18 invånare per kvadratkilometer. Närmaste större samhälle är Almyrós, 13,5 km nordväst om Ayía Triás Soúrpis. 